# Matías Bernardini
Matías Bernardini (Rosario, Santa Fe, 11 de enero de 1994) es un baloncestista argentino que juega en la posición de escolta para Olhanense de la Proliga de Portugal.

## Trayectoria
Formado en las canteras de Kimberley de Mar del Plata, Temperley de Rosario y Obras Basket de Buenos Aires, debutó como profesional en 2012 jugando el Torneo Federal de Básquetbol para Sportsmen Unidos. En la siguiente temporada fue parte de San Isidro, club que competía en el Torneo Nacional de Ascenso.
En 2014 migró a Brasil, fichado por Recife para jugar en la Liga de Desarrollo local.
Tras un año fuera de su país, fue repatriado por La Unión de Colón, club con el que jugó la temporada 2015-16 del TNA.
En 2016 hizo finalmente su debut en la Liga Nacional de Básquet, vistiendo la camiseta de Hispano Americano. Pasó luego a Olímpico, para jugar otra temporada más en la LNB. 
En 2018 retornó al TNA -ahora rebautizado como La Liga Argentina-, fichado por Rivadavia. En el equipo mendocino tuvo una excelente temporada, finalizando con promedios de 14.5 puntos, 3.6 rebotes y	2.5 asistencias por partido en 46 encuentros. 
Tras un paso por Temperley de Rosario y Salta Basket, Bernardini llegó a Platense, en lo que significó una nueva oportunidad para el escolta en la LNB. Tanto la actuación del jugador como la del equipo fueron satisfactorias, por lo que -luego de una nueva breve experiencia con Temperley en la Superliga de la Asociación Rosarina de Básquetbol- renovó contrato con el club bonaerense. Sin embargo fue cortado del plantel antes de que terminara la temporada 2021-22 de la LNB, solo para ser reincorporado dos meses después como sustituto de un lesionado Felipe Pais. 
Posteriormente dejó su país para realizar una experiencia en el club boliviano La Salle de Tarija. De todos modos rescindió su contrato al poco tiempo de llegar y decidió migrar a Portugal, para jugar en el Portimonense de la Proliga, el campeonato de la segunda división del baloncesto profesional de Portugal. Tras conseguir el ascenso y jugar una temporada en la LPB, Bernardini volvió a la Proliga en julio de 2024 como refuerzo del Olhanense.

### Clubes
| Club                 | País      | Año             |
| -------------------- | --------- | --------------- |
| Sportsmen Unidos     | Argentina | 2012 - 2013     |
| San Isidro           | Argentina | 2013 - 2014     |
| Recife               | Brasil    | 2014 - 2015     |
| La Unión de Colón    | Argentina | 2015 - 2016     |
| Hispano Americano    | Argentina | 2016 - 2017     |
| Olímpico             | Argentina | 2017 - 2018     |
| Rivadavia            | Argentina | 2018 - 2019     |
| Temperley de Rosario | Argentina | 2019            |
| Salta Basket         | Argentina | 2019 - 2020     |
| Platense             | Argentina | 2020 - 2021     |
| Temperley de Rosario | Argentina | 2021            |
| Platense             | Argentina | 2021 - 2022     |
| La Salle de Tarija   | Bolivia   | 2022            |
| Portimonense         | Portugal  | 2022 - 2024     |
| Olhanense            | Portugal  | 2024 - Presente |

## Selección nacional
Bernardini fue miembro de los seleccionados juveniles de baloncesto de Argentina, participando de diversos torneos como el Campeonato FIBA Américas Sub-18 de 2012 y el Campeonato Mundial de Baloncesto Sub-19 de 2013 entre otros.

## Vida privada
Matías Bernardini es hijo de Ariel Bernardini y nieto de Mario Bernardini, dos destacados baloncestistas argentinos.